# Divisione A
La divisione A è una delle due divisioni della metropolitana di New York. Essa raggruppa tutte le linee indicate con numeri e la navetta 42nd Street Shuttle. La principale differenza con la divisione B è rappresentata dal materiale rotabile, che è più corto e leggero nella divisione A.
Questa divisione raggruppa tutte le linee e le infrastrutture gestite dall'Interborough Rapid Transit Company prima del 1940, anno in cui la città di New York divenne l'unica proprietaria dell'intero sistema metropolitano. Ancora oggi, spesso, infatti, ci si riferisce alla divisione A con il nome di divisione IRT.

## Linee e infrastrutture

### Linee
In totale fanno parte della divisione A 8 delle 25 linee o service della metropolitana di New York. Tra queste, le linee 1, 6 e 7 svolgono un servizio interamente locale, le linee 2, 3, 4 e 5 svolgono invece in parte un servizio locale e in parte un servizio espresso. Le linee 6 e 7 sono anche affiancate durante le ore di punta da una linea espressa omonima, che ha per simbolo una rombo anziché un cerchio. A queste linee va infine aggiunta la navetta 42nd Street Shuttle, indicata con la lettera S.
| Logo | Nome                          | Percorso | Stazioni |
| ---- | ----------------------------- | --- | -------- |
|      | Broadway-Seventh Avenue Local | Van Cortlandt Park-242nd Street ↔ South Ferry                                                                             | 37       |
|      | Seventh Avenue Express        | Wakefield-241st Street ↔ Flatbush Avenue-Brooklyn College                                                                 | 61       |
|      | Seventh Avenue Express        | Harlem-148th Street ↔ New Lots Avenue o Times Square-42nd Street (notte)                                                  | 34       |
|      | Lexington Avenue Express      | Woodlawn ↔ Crown Heights-Utica Avenue o New Lots Avenue (notte)                                                           | 54       |
|      | Lexington Avenue Express      | Dyre Avenue o Nereid Avenue (ore di punta) ↔ Flatbush Avenue o East 180th Street (notte) o Bowling Green (fine settimana) | 45       |
|      | Lexington Avenue Local        | Pelham Bay Park o Parkchester (ore di punta) ↔ Brooklyn Bridge-City Hall                                                  | 38       |
|      | Lexington Avenue Local        | Pelham Bay Park ↔ Brooklyn Bridge-City Hall                                                                               | 29       |
|      | Flushing Local                | Flushing-Main Street ↔ 34th Street-Hudson Yards                                                                           | 22       |
|      | Flushing Express              | Flushing-Main Street ↔ 34th Street-Hudson Yards                                                                           | 12       |
|      | 42nd Street Shuttle           | Times Square ↔ Grand Central                                                                                              | 2        |

### Infrastrutture
Le infrastrutture facenti parte della divisione A sono le seguenti:
- Linea IRT 42nd Street Shuttle
- Linea IRT Broadway-Seventh Avenue
- Linea IRT Dyre Avenue
- Linea IRT Eastern Parkway
- Linea IRT Flushing
- Linea IRT Jerome Avenue

- Linea IRT Lenox Avenue
- Linea IRT Lexington Avenue
- Linea IRT New Lots
- Linea IRT Nostrand Avenue
- Linea IRT Pelham
- Linea IRT White Plains Road